# Mekarmulya (Garawangi)
Mekarmulya is een bestuurslaag in het regentschap Kuningan van de provincie West-Java, Indonesië. Mekarmulya telt 1447 inwoners (volkstelling 2010).